# Pseudoperiboeum subarmatum
Pseudoperiboeum subarmatum là một loài bọ cánh cứng trong họ Cerambycidae.